# Thomas Joseph Tynan
Pour les articles homonymes, voir Tynan.
Thomas Joseph « T.J. » Tynan (né le 25 février 1992 à Orland Park, État de l'Illinois) est un joueur professionnel américain de hockey sur glace. Il évolue au poste d'attaquant.

## Biographie

### Carrière en club
En 2009, il joue ses premiers matchs en junior avec les Buccaneers de Des Moines dans l'USHL. Il est choisi au 3e tour, en 66e position par les Blue Jackets de Columbus lors du repêchage d'entrée dans la LNH 2011. De 2010 à 2014, il poursuit un cursus universitaire à l'Université de Notre-Dame-du-Lac. Il évolue trois saisons avec les Fighting Irish de Notre Dame dans le championnat NCAA. En 2014, il passe professionnel avec les Falcons de Springfield, club-école des Blue Jackets dans la Ligue américaine de hockey. Il remporte la Coupe Calder 2016 avec les Monsters du lac Érié. Le 7 mars 2017, il joue son premier match dans la Ligue nationale de hockey avec les Blue Jackets face aux Devils du New Jersey. Le 30 novembre 2020, il enregistre son première point, une assistance face aux Blackhawks de Chicago.

### Carrière internationale
Il représente les États-Unis au niveau international. Il prend part aux sélections jeunes.

## Trophées et honneurs personnels

### USHL
- 2009-2010 : nommé dans l'équipe des recrues.
- 2009-2010 : participe au match des étoiles.

### NCAA
- 2010-2011 : remporte le trophée Tim Taylor de la meilleure recrue.

### LAH
- 2015-2016 : participe au match des étoiles.
- 2017-2018 : participe au match des étoiles.
- 2019-2020 : participe au match des étoiles.
- 2020-2021 : remporte le Trophée Les-Cunningham.
- 2021-2022 : remporte le Trophée Les-Cunningham.
- 2021-2022 : nommé dans la première équipe des étoiles.
- 2022-2023 : participe au match des étoiles.
- 2022-2023 : nommé dans la deuxième équipe des étoiles.

## Statistiques

### En club
| Saison    | Équipe                       | Ligue |                   | Saison régulière  | Saison régulière  | Saison régulière  | Saison régulière  | Saison régulière |   | Séries éliminatoires | Séries éliminatoires | Séries éliminatoires | Séries éliminatoires | Séries éliminatoires |
| Saison    | Équipe                       | Ligue | PJ                | B                 | A                 | Pts               | Pun               | PJ               | B | A                    | Pts                  | Pun                  |                      |                      |
| 2009-2010 | Buccaneers de Des Moines     | USHL  | 60                | 17                | 55                | 72                | 55                | -                | - | -                    | -                    | -                    |                      |                      |
| 2010-2011 | Fighting Irish de Notre Dame | CCHA  | 44                | 23                | 31                | 54                | 36                | -                | - | -                    | -                    | -                    |                      |                      |
| 2011-2012 | Fighting Irish de Notre Dame | CCHA  | 39                | 13                | 28                | 41                | 38                | -                | - | -                    | -                    | -                    |                      |                      |
| 2012-2013 | Fighting Irish de Notre Dame | CCHA  | 41                | 10                | 18                | 28                | 28                | -                | - | -                    | -                    | -                    |                      |                      |
| 2013-2014 | Fighting Irish de Notre Dame | CCHA  | 40                | 8                 | 30                | 38                | 30                | -                | - | -                    | -                    | -                    |                      |                      |
| 2013-2014 | Falcons de Springfield       | LAH   | 3                 | 0                 | 0                 | 0                 | 2                 | -                | - | -                    | -                    | -                    |                      |                      |
| 2014-2015 | Falcons de Springfield       | LAH   | 75                | 13                | 35                | 48                | 48                | -                | - | -                    | -                    | -                    |                      |                      |
| 2015-2016 | Monsters du lac Érié         | LAH   | 76                | 6                 | 40                | 46                | 38                | 17               | 1 | 5                    | 6                    | 8                    |                      |                      |
| 2016-2017 | Monsters de Cleveland        | LAH   | 72                | 12                | 29                | 41                | 34                | -                | - | -                    | -                    | -                    |                      |                      |
| 2016-2017 | Blue Jackets de Columbus     | LNH   | 3                 | 0                 | 0                 | 0                 | 0                 | -                | - | -                    | -                    | -                    |                      |                      |
| 2017-2018 | Wolves de Chicago            | LAH   | 70                | 15                | 45                | 60                | 30                | 3                | 0 | 2                    | 2                    | 2                    |                      |                      |
| 2018-2019 | Wolves de Chicago            | LAH   | 71                | 12                | 59                | 71                | 28                | 22               | 2 | 11                   | 13                   | 10                   |                      |                      |
| 2019-2020 | Eagles du Colorado           | LAH   | 42                | 5                 | 42                | 47                | 20                | -                | - | -                    | -                    | -                    |                      |                      |
| 2019-2020 | Avalanche du Colorado        | LAH   | 16                | 0                 | 1                 | 1                 | 2                 | -                | - | -                    | -                    | -                    |                      |                      |
| 2020-2021 | Eagles du Colorado           | LAH   | 27                | 8                 | 27                | 35                | 12                | 2                | 1 | 2                    | 3                    | 0                    |                      |                      |
| 2021-2022 | Kings de Los Angeles         | LNH   | 2                 | 0                 | 0                 | 0                 | 0                 | -                | - | -                    | -                    | -                    |                      |                      |
| 2021-2022 | Reign d'Ontario              | LAH   | 62                | 14                | 84                | 98                | 18                | 5                | 1 | 2                    | 3                    | 16                   |                      |                      |
| 2022-2023 | Reign d'Ontario              | LAH   | 72                | 8                 | 73                | 81                | 44                | 2                | 0 | 1                    | 1                    | 2                    |                      |                      |
| 2023-2024 | Reign d'Ontario              | LAH   | 71                | 9                 | 57                | 66                | 68                | 8                | 2 | 5                    | 7                    | 4                    |                      |                      |
| 2024-2025 | Eagles du Colorado           | LAH   | Saison en cours ? | Saison en cours ? | Saison en cours ? | Saison en cours ? | Saison en cours ? |                  |   |                      |                      |                      |                      |                      |
| 2024-2025 | Avalanche du Colorado        | LNH   | Saison en cours ? | Saison en cours ? | Saison en cours ? | Saison en cours ? | Saison en cours ? |                  |   |                      |                      |                      |                      |                      |

### En équipe nationale
| Année | Compétition                 |    | PJ | B  | A  | Pts | Pun | +/-             |  | Résultat |
| 2012  | Championnat du monde junior | 6  | 1  | 3  | 4  | 2   | 0   | Septième place  |  |          |
| 2022  | Championnat du monde        | 6  | 0  | 5  | 5  | 2   | -2  | Quatrième place |  |          |
| 2023  | Championnat du monde        | 10 | 1  | 10 | 11 | 0   | +10 | Quatrième place |  |          |